# 奴田原睦明

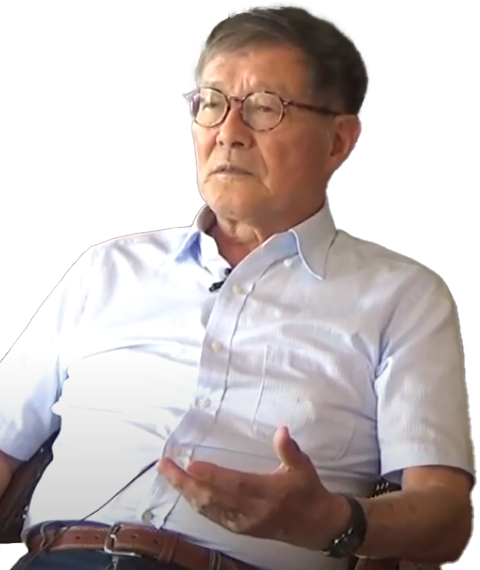
奴田原睦明氏

奴田原 睦明（ぬたはら のぶあき、アラビア語: نوبوأكي نوتاهارا、1940年8月23日 - ）は、日本のアラビア文学者。東京外国語大学名誉教授。
1965年東京外国語大学アラビア語科卒。1973年カイロ大学留学。東京外国語大学助教授、教授、2003年定年退官、名誉教授。

## 著書
- エジプト人はどこにいるか 第三書館 1985.3
- 遊牧の文学 イブラヒーム・アル・コーニーの世界 岩波書店 1999.6
- 基本アラビア語入門 大学書林 2002.4

## 共著
- エクスプレスアラビア語 岡真理 白水社 1989.6
- こうすれば話せるCDアラビア語 榮谷温子 朝日出版社 2003.6

## 寄稿
- 『フィラスティン・ビラーディ 1980年7月号』（PLO東京事務所、1980年）pp.18-21所収「ガッサン・カナファーニーの断層」

## 翻訳
- 『ハイファに戻って』ガッサーン・カナファーニー、現代アラブ文学選 野間宏編、創樹社、1974
- 『エジプトの農村社会 1-3』 アブデル・ラフマーン・シャルカーウィー、アジア経済研究所、1977-1978 (中東総合研究資料)
- 『ハイファに戻って』 ガッサン・カナファーニー、現代アラブ小説全集 7 河出書房新社、1978.5　のち単著として新装版刊行
- 『千一夜物語 カソリック版編』 少年少女世界の文学 暁教育図書、1978.9
- 『大地』 アブドル・ラフマーン・アッ・シャルカーウィ、現代アラブ小説全集 3 河出書房新社、1979.6
- 『エジプト その国土と人々』 ムハンマド・マフムード・アッサッヤードほか、帝国書院、1979.4 (全訳世界の地理教科書シリーズ)
- 『六日間』 ハリーム・バラカート 第三書館、1980.9 (パレスチナ選書)
- 『エジプト その過去・現在・未来』 ムハンマド=アブドル=カーディル=ハーテム、共訳、帝国書院、1981.1
- 『さかなはおよぐ』 ヒルミー・トウニイ、すばる書房、1983.1
- 『アリー・ババと四十人のとうぞく』 らくだ出版、1984.11 のち偕成社文庫
- 『アラジンとふしぎなランプ』、1990.6 (偕成社文庫)
- 『黒い警官・肉の家』 ユースフ・イドリース、集英社ギャラリー「世界の文学」 1991.6
- 『対訳現代アラブ文学選』大学書林、1995.5
- 『ティブル』 イブラヒーム・アル・クーニー、国際言語文化振興財団 1997.4